# Trisidos tortuosa
Trisidos tortuosa is een tweekleppigensoort uit de familie Arcidae. De wetenschappelijke naam werd in 1758 gepubliceerd door Carl Linnaeus in de tiende editie van Systema naturae.
Rechter en linker klep van hetzelfde exemplaar:

Rechter klep
Linker klep